# Galaxie

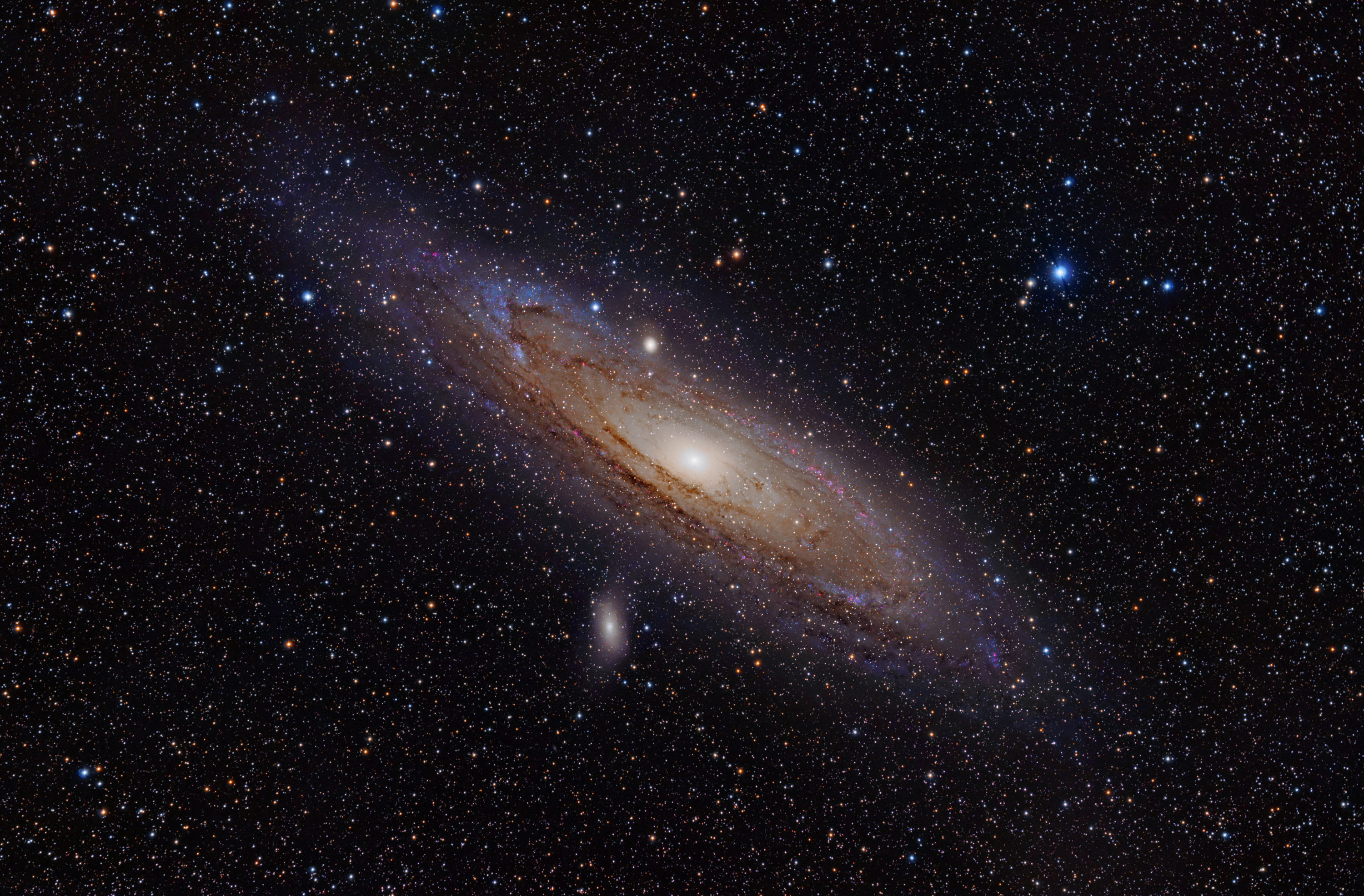
Die Andromedagalaxie ist die der Milchstraße am nächsten gelegene Spiralgalaxie

Eine Galaxie ist eine durch Gravitation gebundene große Ansammlung von Sternen, Planetensystemen, Gasnebeln, Staubwolken, Dunkler Materie und sonstigen astronomischen Objekten mit einer Gesamtmasse von typischerweise 109 bis 1013 Sonnenmassen (M☉). Ihr Durchmesser kann mehrere hunderttausend Lichtjahre betragen. Während große Galaxien häufig die Struktur von Spiralen ausbilden, sind Zwerggalaxien zumeist irregulären Typs. Daneben existieren weitere Arten und Formen. Die Milchstraße, Heimatgalaxie unseres Sonnensystems, ist eine Balkenspirale von rund 1,5 Billionen M☉ mit etwa 250 Milliarden Sternen. Von der Erde aus lassen sich mit aktueller Technik mehr als 50 Milliarden Galaxien beobachten. Seit 2016 geht die Forschung davon aus, dass sich im beobachtbaren Universum ca. eine Billion Galaxien befinden.

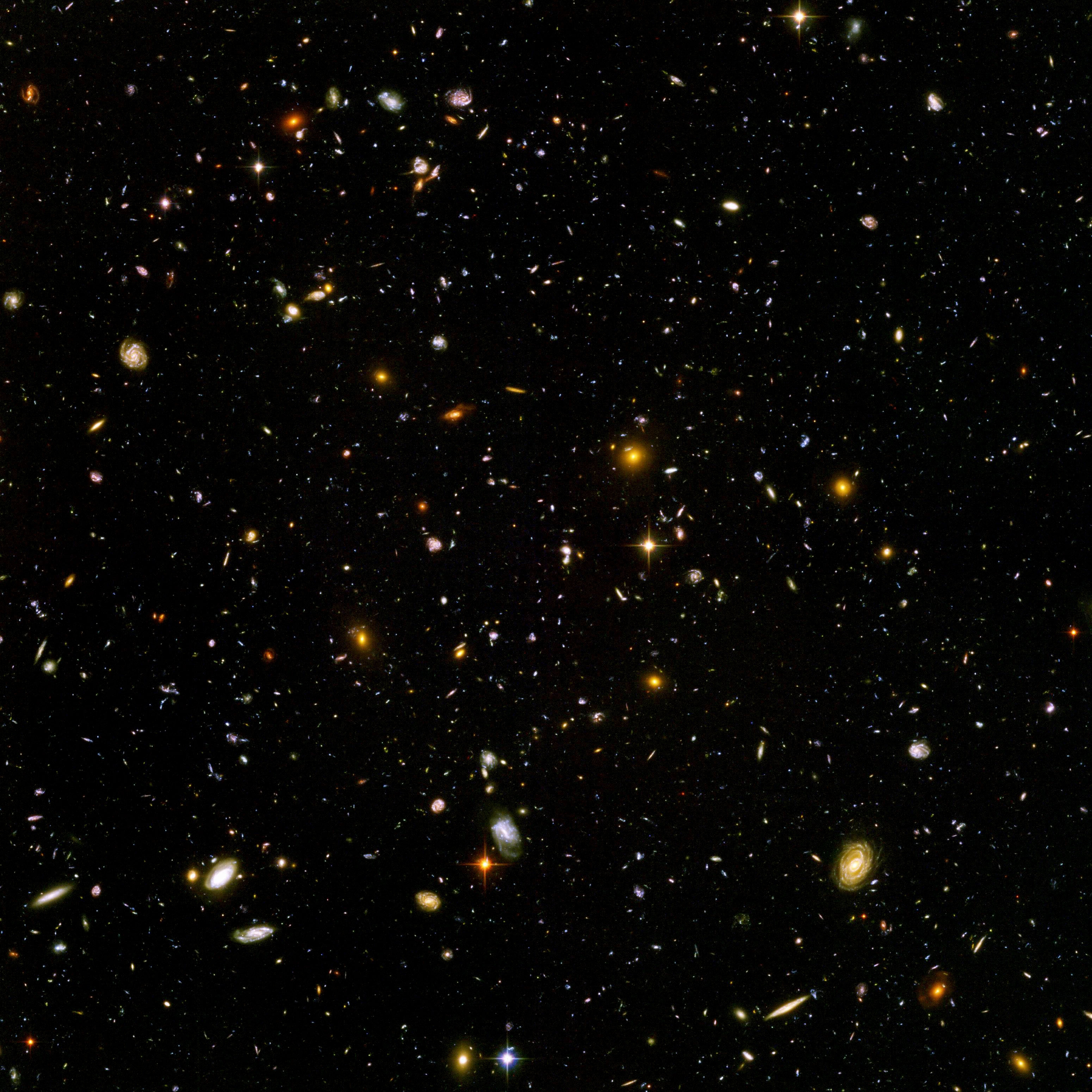
Das Ultra-Deep-Field zeigt rund 10.000 Galaxien in einem dreizehnmillionsten Teil des Himmels

Galaxien variieren stark in Aussehen (Morphologie), Größe und Zusammensetzung. Die Milchstraße hat einen Durchmesser von bis zu 200.000 Lichtjahren und gehört damit zu den größeren Galaxien. Ihre nächste Nachbargalaxie von vergleichbarer Größe ist die Andromedagalaxie in einer Entfernung von rund 2,5 Millionen Lichtjahren. Das entspricht etwa dem mittleren Abstand zwischen allen Galaxien von rund drei Millionen Lichtjahren. Zusammen mit weiteren Galaxien von geringerer Masse bilden beide Galaxien die Lokale Gruppe. Galaxien treten oft in solchen Gruppen oder Haufen mit bis zu einigen tausend Mitgliedern auf.

## Wortherkunft
Die Bezeichnung entstammt dem gleichbedeutenden altgriechischen ὁ γαλαξίας κύκλος ho galaxías kyklos und geht auf eine antike Sage zurück, wonach es sich dabei um die verspritzte Milch (γάλα gála) der Göttin Hera handelt, als diese Herakles stillen sollte. Als Galaxis (Singular) wird im Deutschen speziell die Milchstraße bezeichnet. Im Englischen (allgemein galaxy, für die Milchstraße neben the Milky Way Galaxy bzw. the Milky Way auch kurz the Galaxy) gibt es eine ähnliche Unterscheidung. Alexander von Humboldt verwendete die Bezeichnung „Welteninsel“, die auch heute noch in Gebrauch ist.

## Geschichte der Erforschung
Bevor die Leistung astronomischer Teleskope dazu ausreichte, entfernte Galaxien in einzelne Sterne aufzulösen, erschienen sie als „Nebelflecken“. Lange war unklar, ob diese „Spiralnebel“ zur Galaxis gehören oder eigene Sternensysteme bilden. Schon Immanuel Kant vermutete in den „nebligen Sternen“ milchstraßenähnliche Sternsysteme, und 1923 gelang es Edwin Hubble, diese Frage zu klären. Er bestimmte die Entfernung zum Andromedanebel und stellte fest, dass dieser viel zu weit entfernt ist, um zur Milchstraße zu gehören, also eine eigene Galaxie darstellt.

## Galaxientypen

### Klassifikation nach Hubble

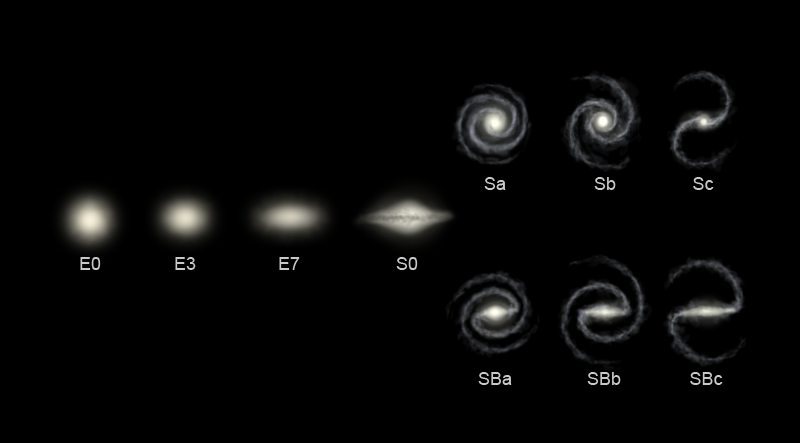
Galaxietypen nach der Hubble-Klassifikation: „E“ steht für elliptische Galaxien, „S“ steht für Spiralen und „SB“ für Balkenspiralen (Spiral Barred)

Galaxien werden nach ihrer Form in verschiedene Haupt- und Untergruppen der so genannten Hubble-Klassifikation eingeteilt (siehe Morphologie). Diese Klassifikation wurde von Edwin Hubble begründet und ist mit einigen Erweiterungen bis heute in Gebrauch, obwohl sie ursprünglich nur auf einer kleinen Stichprobe von nahen und hellen Galaxien basierte, die damals im optischen Wellenlängenbereich beobachtet werden konnten. Die Hubble-Klassifikation ist rein empirisch und besagt nichts über die Entwicklung von Galaxien. Die einzelnen Typen sind:
- Elliptische Galaxien zeigen keine besonderen Unterstrukturen. Die Linien gleicher Helligkeit haben die Form einer Ellipse. Die elliptischen Galaxien haben einen gleichmäßigen Helligkeitsabfall von innen nach außen. Sie beinhalten nahezu kein kaltes Gas, daher geht ihre Sternentstehungsrate gegen null. Ihr Spektrum wird von alten und daher roten Sternen dominiert. Elliptische Galaxien werden nach ihrer numerischen Exzentrizität in die Klassen E0 (kreisförmig) bis E7 (stark elliptisch) eingeteilt. Die Zahl hinter dem E gibt die erste Nachkommastelle der Exzentrizität an, das heißt eine Galaxie der Klasse E7 hat etwa die Exzentrizität 0,7. Die absoluten Helligkeiten elliptischer Galaxien umfassen einen großen Bereich. Die hellsten Galaxien sind zumeist elliptische Galaxien und sind in diesem Fall wahrscheinlich durch die Verschmelzung mehrerer kleiner bis mittelgroßer Galaxien entstanden. Elliptische Galaxien sind häufig in großen Galaxienhaufen anzutreffen.
- Lentikuläre (linsenförmige) Galaxien gehören der Klasse S0 an. Solche Galaxien weisen Eigenschaften sowohl von elliptischen als auch von spiralförmigen Galaxien auf. Sie haben einen Kern, der dem der Spiralgalaxien entspricht, ihre galaktische Scheibe enthält jedoch keine Spiralarme, sondern ist etwa gleichmäßig hell (Beispiel: M102).

Foto der Spiralgalaxie Messier 101 vom Hubble-Weltraumteleskop

- Spiralgalaxien (veraltet auch als Spiralnebel bezeichnet).

- mit regulärer Spirale haben einen sphäroidischen Kern, den so genannten Bulge, und davon ausgehende Spiralarme, die in einer flachen Scheibenkomponente liegen. Während der Bulge einer elliptischen Galaxie ähnelt und keine Sternentstehung mehr zeigt, erlauben das in der Scheibe vorhandene Gas und Staub die Sternentstehung in den Spiralarmen. Daher erscheinen die Spiralarme auf Bildern meistens blau und der Bulge meistens rötlich. Die Spiralarme werden weiter in die Klassen Sa, Sb und Sc unterteilt. Galaxien vom Typ Sa haben einen sehr ausgeprägten Kern und eng gewundene Spiralarme (Beispiel: Sombrerogalaxie M104). Der Typ Sc hat einen relativ schwachen galaktischen Kern, äußerst locker gewundene Spiralarme und dadurch manchmal fast die Gestalt eines in sich verschlungenen „S“ (Beispiel: der Dreiecksnebel M33). Zusammen mit den lentikulären Galaxien werden Sa, Sb und Sc auch Scheibengalaxien genannt.

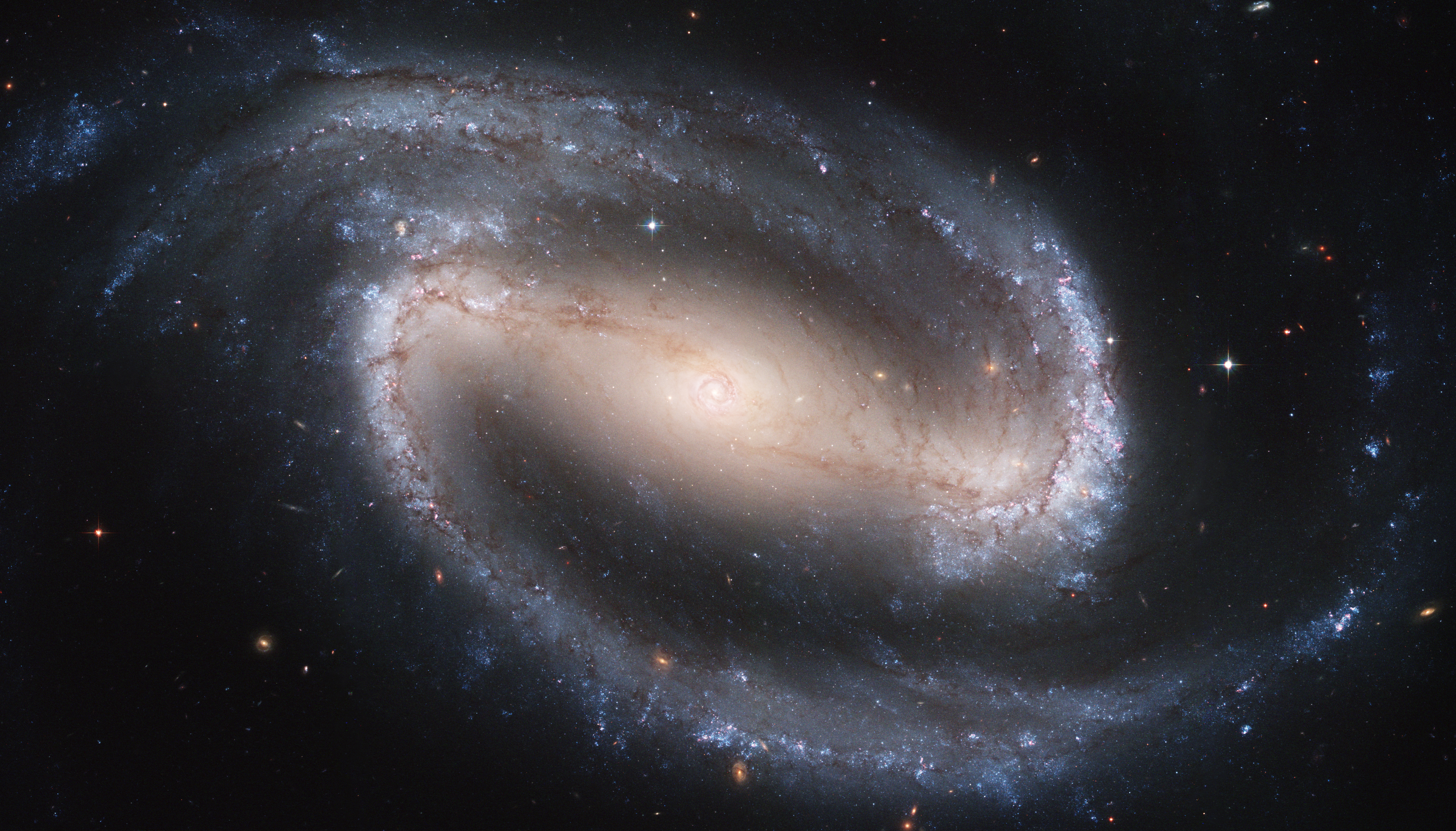
NGC 1300, eine Balkenspirale vom Hubble-Typ SBb

- mit Balkenspirale (Balkenspiralgalaxien) haben vom Zentrum ausgehend einen langen Balken, an den sich dann die Spiralarme anschließen (Beispiel: M109). Ebenso wie die Spiralgalaxien werden sie mit zunehmender Ausprägung des Kerns und Öffnung ihrer Spiralarme in die Klassen SBa, SBb und SBc unterteilt. Die Milchstraße ist eine solche Balkenspirale.

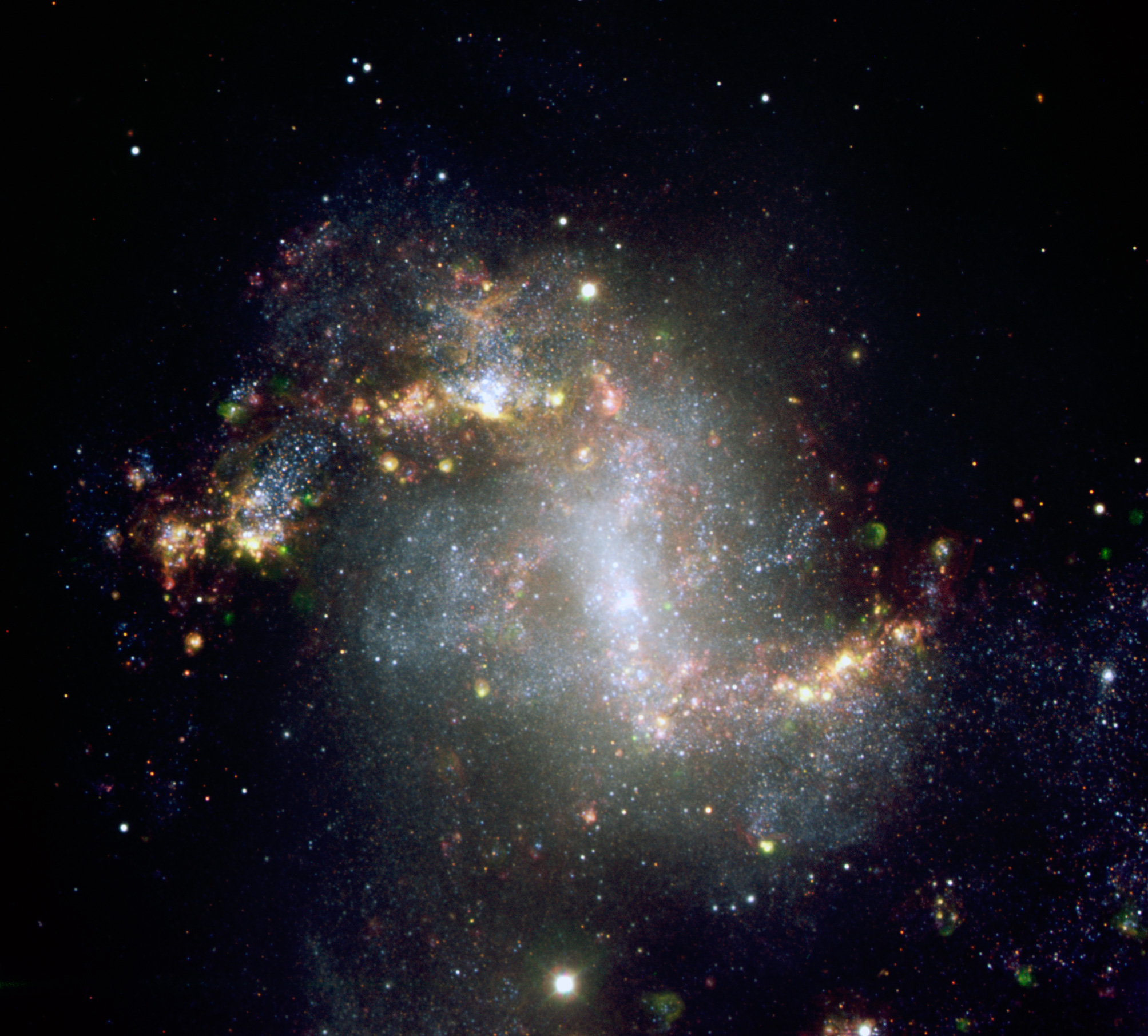
NGC 1313, eine Spiralgalaxie mit sich auflösender Spiralstruktur, Übergangstyp zu irregulärer Galaxie. Typ: SB(s)d

- Irreguläre (unregelmäßige) Galaxien haben weder Spiralarme noch elliptische Form. Sie sind im Mittel leuchtschwächer als elliptische und spiralförmige Galaxien. Zu dieser Gruppe gehören meistens Zwerggalaxien.

Neben der Klassifikation nach Hubble gibt es auch weitere Einteilungen, beispielsweise nach Gérard-Henri de Vaucouleurs oder die Yerkes-Klassifikation, die jedoch seltener gebraucht werden. Die groben Klassifikationen werden der Vielzahl der gefundenen Galaxientypen oft nicht gerecht, weshalb man viele weitere Charakteristika zur Beschreibung von Galaxien heranzieht.

### Weitere Galaxientypen

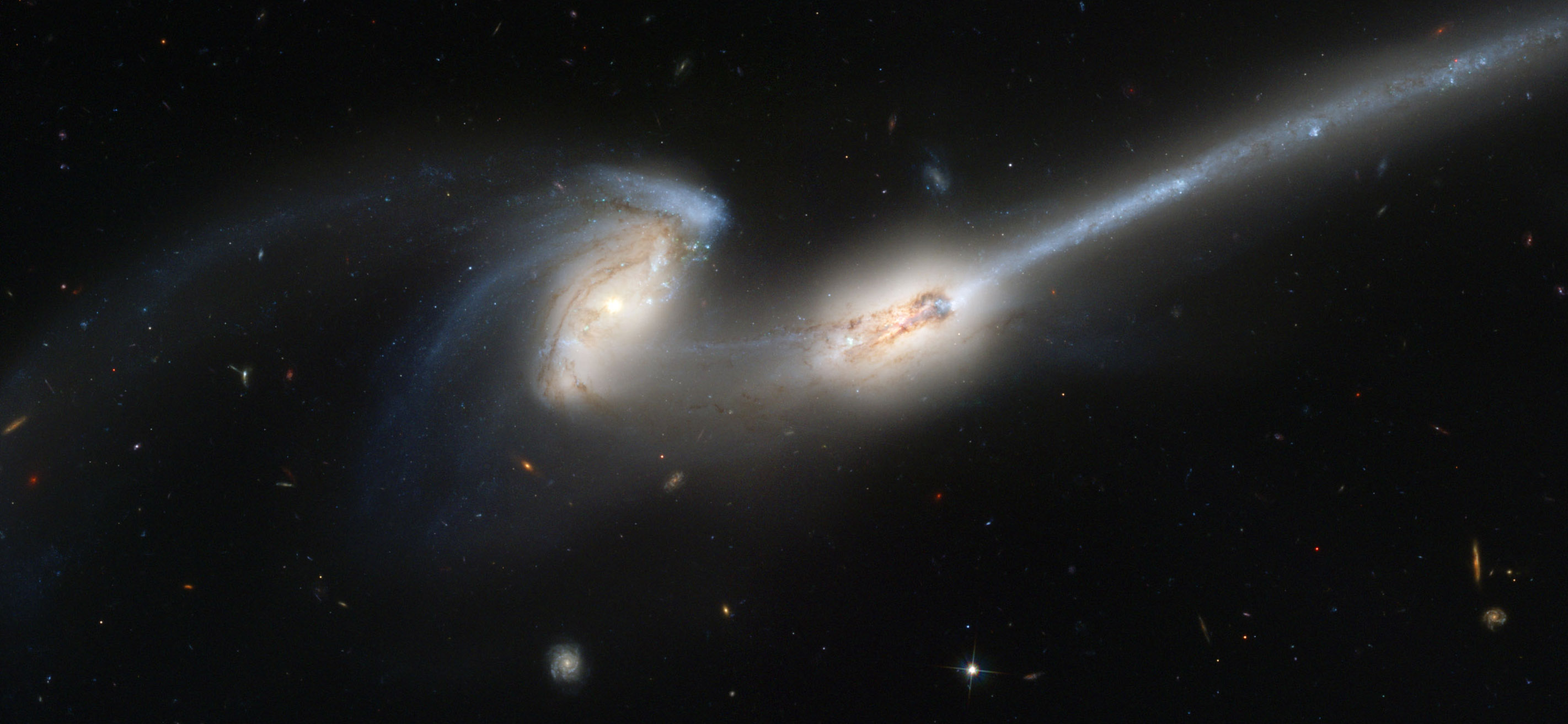
NGC 4676 („die Mäuse“): IC 820 (links) und IC 819 sind im Begriff miteinander zu verschmelzen und bilden Gezeitenarme

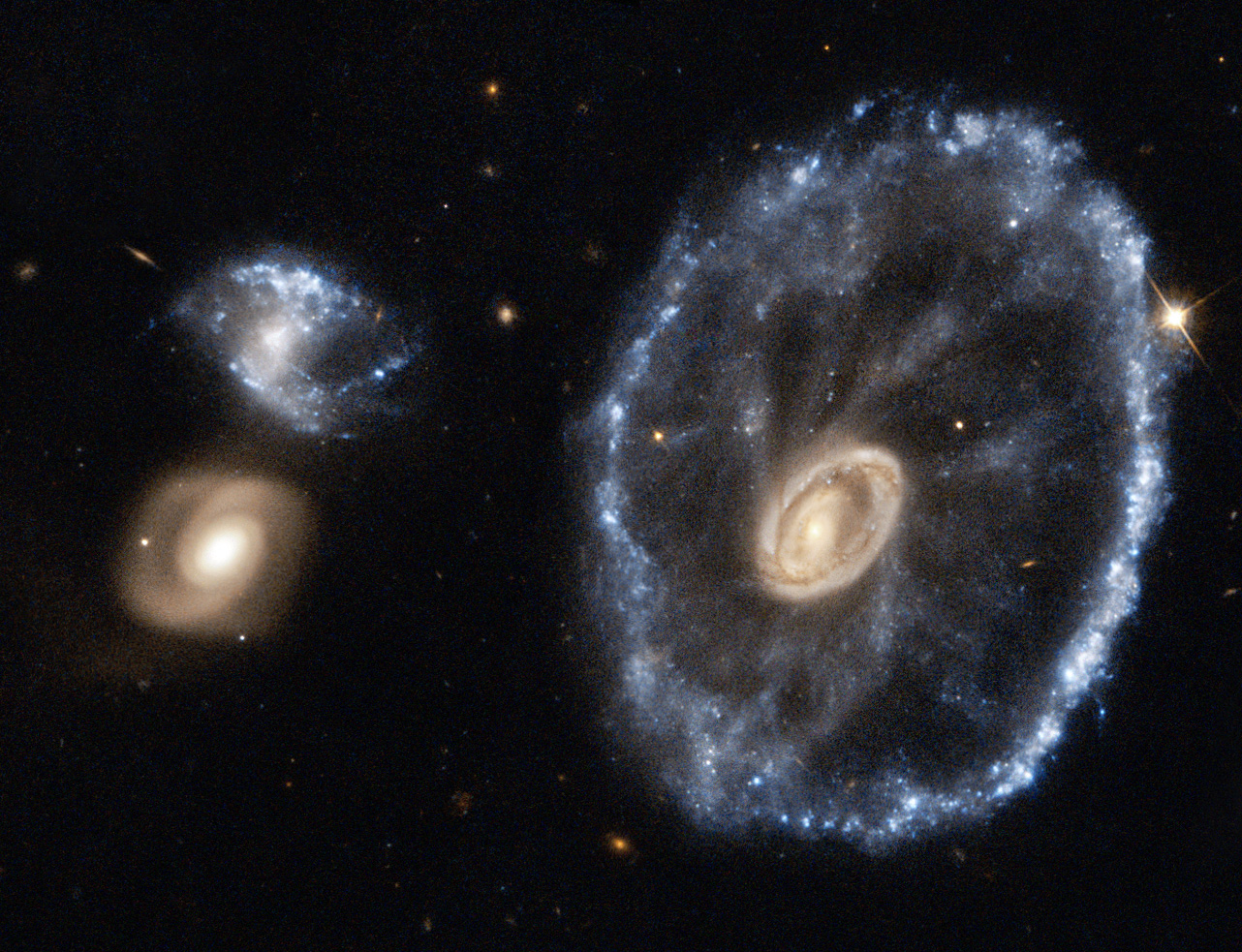
Die Wagenradgalaxie

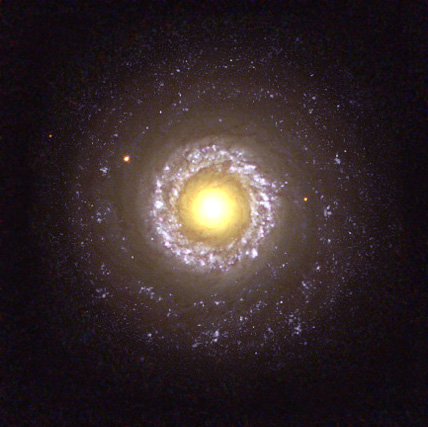
Die aktive Galaxie NGC 7742 hat einen sehr hellen Kern.

Elliptische Galaxie NGC 4696 mit ungewöhnlichem Staubfilament

Es gibt weitere Formen von Galaxien, die sich nicht in obiges Schema einordnen lassen oder dieses ergänzen. Unter anderem sind dies:
- Zwerggalaxien sind Galaxien geringerer Helligkeit, sie sind viel zahlreicher als Riesengalaxien. Anders als bei diesen gibt es vor allem elliptische (dE), spheroidale (dSph) und irreguläre (dIrr) Zwerggalaxien. Die elliptischen Zwerggalaxien kann man noch einmal unterteilen in kompakte (cE) und diffuse Galaxien. Die nächste kompakte elliptische Zwerggalaxie, die auch die einzige in der Lokalen Gruppe ist, ist M32. Kompakte elliptische Zwerggalaxien ähneln in ihrer Morphologie eher den großen elliptischen Galaxien. Sie besitzen eine stärker ausgeprägte Zentralregion als die diffusen, was auf eine unterschiedliche Entstehungsgeschichte hinweist.
- Wechselwirkende Galaxien sind Begegnungen zweier oder mehrerer Galaxien. Da man je nach Stadium der Wechselwirkung unterschiedliche Kerne und auch Gezeitenarme beobachten kann, können auch diese Systeme nicht in das Klassifikationsschema von Hubble eingeteilt werden.
  - Gezeitenarm-Galaxien (tidal dwarf galaxies, TDG) sind Galaxien, die bei der Wechselwirkung zweier gasreicher Galaxien in langen Gezeitenarmen aus Gas und Staub entstehen.
  - Polarring-Galaxien beschreiben recht seltene Ergebnisse der Verschmelzung zweier Galaxien. Durch gravitative Wechselwirkung kamen sich hierbei zwei Galaxien so nahe, dass oftmals der masseärmere Wechselwirkungspartner zerrissen wurde und dessen Sterne, Gas und Staub im Schwerefeld der anderen Galaxie eingefangen werden. Dabei ergibt sich, abhängig von der Orientierung des Zusammenstoßes, mitunter auch ein Ring aus Sternen, der wie ein zusätzlicher Spiralarm eine Galaxie umgibt. Da dieser Ring meistens senkrecht zur Galaxienhauptebene ausgerichtet ist, spricht man von Polarring-Galaxien (Beispiel: Wagenradgalaxie). Es gibt Anzeichen dafür, dass die Milchstraße ebenfalls einen solchen Polarring besitzt.
- Als aktive Galaxien bezeichnet man im Allgemeinen eine Untergruppe von Galaxien mit einem besonders hellen Kern (engl. auch AGN, Active Galactic Nucleus genannt). Diese hohe Leuchtkraft deutet sehr wahrscheinlich auf ein aktives massereiches Schwarzes Loch im Zentrum der Galaxie hin. Zu dieser Gruppe zählen:
  - Radiogalaxien strahlen sehr viel Synchrotronstrahlung im Bereich der Radiowellen ab und werden daher auch mit Hilfe der Radioastronomie untersucht. Oft beobachtet man bei den Radiogalaxien bis zu zwei Materieströme, so genannte Jets. Beispiele für starke Radiogalaxien sind: Centaurus A, Perseus A, Cygnus A und M87 im Sternbild Jungfrau.
  - Seyfertgalaxien haben einen sehr hellen, punktförmigen Kern und zeigen im Bereich des visuellen Spektrums prominente Emissionslinien. Etwa ein Prozent der Hauptgalaxien gehören zu dieser Kategorie.
  - BL Lacertae-Objekte sind aktive Galaxien, deren Spektrum keine Absorptions- und Emissionslinien aufweist. Obwohl sie teilweise sehr hell sind, kann ihre Rotverschiebung daher schlecht bestimmt werden. Ihre Helligkeit ist stark variabel. BL-Lac-Objekte gehören neben den Quasaren zu den leuchtstärksten bekannten Objekten.
  - Quasare sind die Objekte mit der größten absoluten Helligkeit, die beobachtet werden. Aufgrund der großen Entfernung dieser Objekte konnte man ursprünglich nur deren kompakten, punktförmigen Kern beobachten, daher der Name Quasar (= quasi stellar object).
- Starburstgalaxien sind Galaxien mit einer sehr hohen Sternentstehungsrate und der daraus folgenden intensiven Strahlung. Eine gut erforschte Starburstgalaxie ist M82.
- Ultradiffuse Galaxien sind Galaxien von geringer Leuchtkraft. Zu diesem weit gefassten Typ zählen massereiche Galaxien wie Dragonfly 44 im Coma-Galaxienhaufen, die einen extrem hohen Anteil an Dunkler Materie aufweist. Ihre Masse liegt nahe an derjenigen der Milchstraße, ihre Lichtemission ist aber um den Faktor 100 niedriger. Daneben gibt es ultradiffuse Galaxien, denen es an Dunkler Materie fast völlig zu mangeln scheint. Ein Beispiel hierfür ist die fast durchsichtige Galaxie NGC1052-DF2. Deren Ausdehnung ist mit der der Milchstraße vergleichbar, sie besitzt aber rund 200 Mal weniger Sterne als diese.[16][17]

## Entstehung und Entwicklung

### Allgemeines zur Entstehung
Der Mikrowellenhintergrund gibt die Materieverteilung des Universums 380.000 Jahre nach dem Urknall wieder. Damals war das Universum noch sehr homogen: Die Dichtefluktuationen lagen in der Größenordnung von 1 zu 105.
Im Rahmen der Kosmologie kann das Anwachsen der Dichtefluktuation durch den Gravitationskollaps beschrieben werden. Dabei spielt vor allem die Dunkle Materie eine große Rolle, da sie gravitativ über die baryonische Materie dominiert. Unter dem Einfluss der Dunklen Materie wuchsen die Dichtefluktuationen, bis sie zu dunklen Halos kollabierten. Da bei diesem Prozess nur die Gravitation eine Rolle spielt, kann er heute mit großer Genauigkeit berechnet werden (z. B. Millennium-Simulation). Das Gas folgte der Verteilung der dunklen Materie, fiel in diese Halos, verdichtete sich und es kam zur Bildung der Sterne. Die Galaxien begannen sich zu bilden. Die eigentliche Galaxienbildung ist aber unverstanden, denn die gerade erzeugten Sterne beeinflussten das einfallende Gas (das sogenannte Feedback), was eine genauere Simulation schwierig macht.
Nach ihrer Entstehung haben sich die Galaxien weiterentwickelt: einige Autoren sprechen auch von galaktischer Evolution. Nach dem hierarchischen Modell der Galaxienentstehung wachsen Galaxien vor allem durch Verschmelzen mit anderen Galaxien an. Danach bildeten sich im frühen Kosmos unter dem Einfluss der Schwerkraft die ersten noch recht massearmen Proto-Galaxien. Nach und nach, so die Vorstellung, fügten sich diese Galaxienvorläufer durch Kollisionen zu ausgewachsenen Exemplaren wie der Milchstraße und noch größeren Galaxien zusammen. Die Relikte solcher Kollisionen zeigen sich in der Milchstraße noch heute als sogenannte Sternenströme. Das sind Gruppen von Sternen, deren gemeinsames Bewegungsmuster auf einen Ursprung außerhalb der Milchstraße weist. Sie werden kleineren Galaxien zugerechnet, die von der Milchstraße durch Gezeitenkräfte zerrissen und verschluckt wurden.
Ein Modell der Galaxienentstehung geht davon aus, dass sich die ersten Gaswolken durch Rotation zu Spiralgalaxien entwickelt haben. Elliptische Galaxien entstanden nach diesem Modell erst in einem zweiten Stadium durch die Kollision von Spiralgalaxien. Spiralgalaxien wiederum können nach dieser Vorstellung dadurch anwachsen, dass nahe (Zwerg-)Galaxien in ihre Scheibe stürzen und sich dort auflösen (Akkretion).
Die Beobachtung von hochrotverschobenen Galaxien ermöglicht es, diese Entwicklung nachzuvollziehen. Große Erfolge hatten dabei insbesondere tiefe Durchmusterungen wie das Hubble Deep Field. Insgesamt ist die Entstehung und Entwicklung von Galaxien als aktueller Forschungsgegenstand noch nicht abgeschlossen und somit noch nicht ausreichend sicher erklärbar.
Studien gehen davon aus, dass sich im Zentrum jeder Galaxie ein supermassereiches Schwarzes Loch befindet, das signifikant an der Entstehung der Galaxie beteiligt war. So entstanden Galaxien aus riesigen Gaswolken (Wasserstoff), deren Zentren zu supermassereichen Schwarzen Löchern kollabieren. Diese wiederum heizten das umliegende Gas so weit auf, dass sich durch Verdichtung Sterne und letztendlich Planeten bildeten. Die Größe der Galaxien und deren Zentren (supermassereiche Schwarze Löcher) stehen in direktem Zusammenhang: je größer eine Galaxie, desto größer das Zentrum.

### Entstehung der Spiralarme

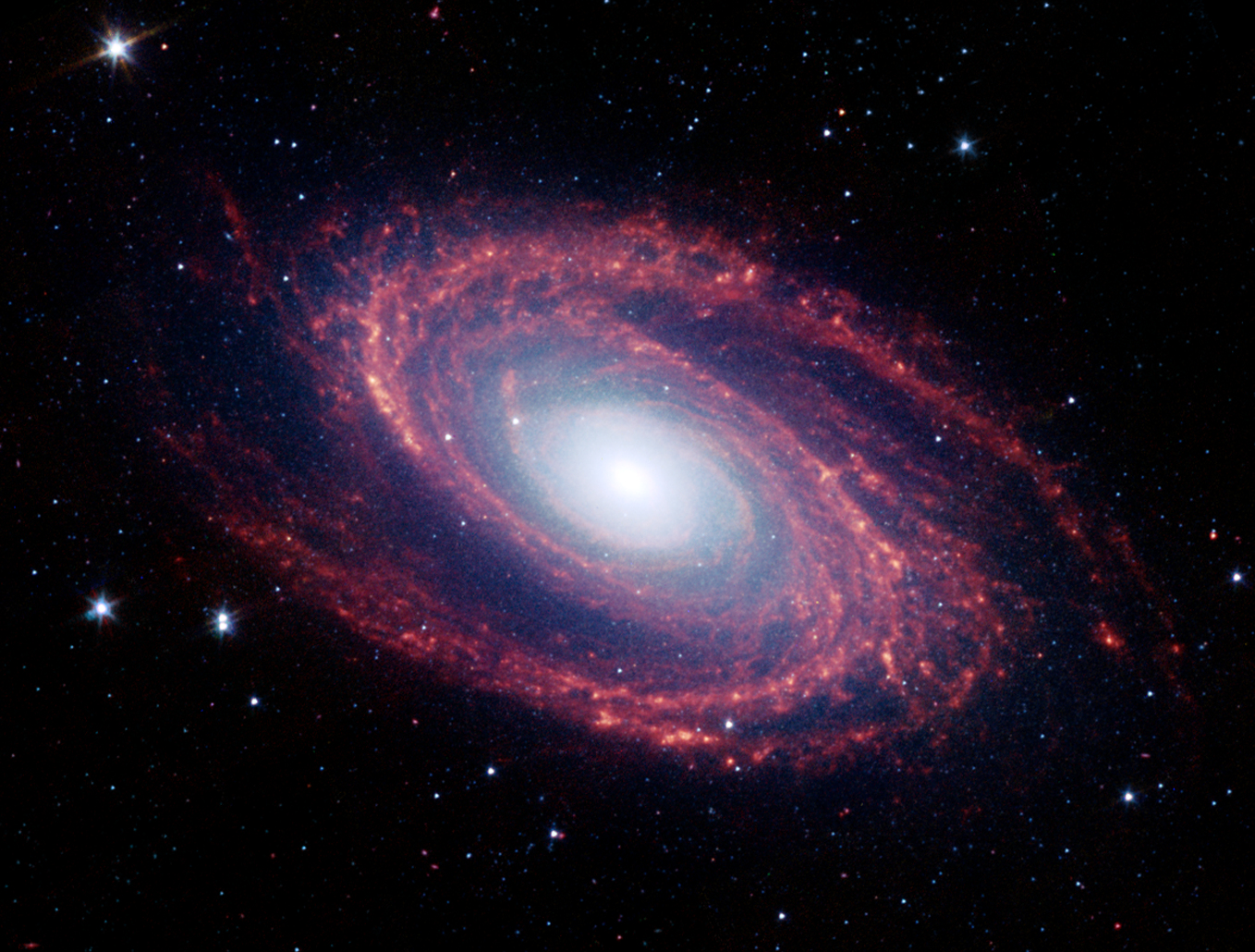
Die Spiralarme sind heller als der Rest der Scheibe und stellen keine starren Strukturen dar.

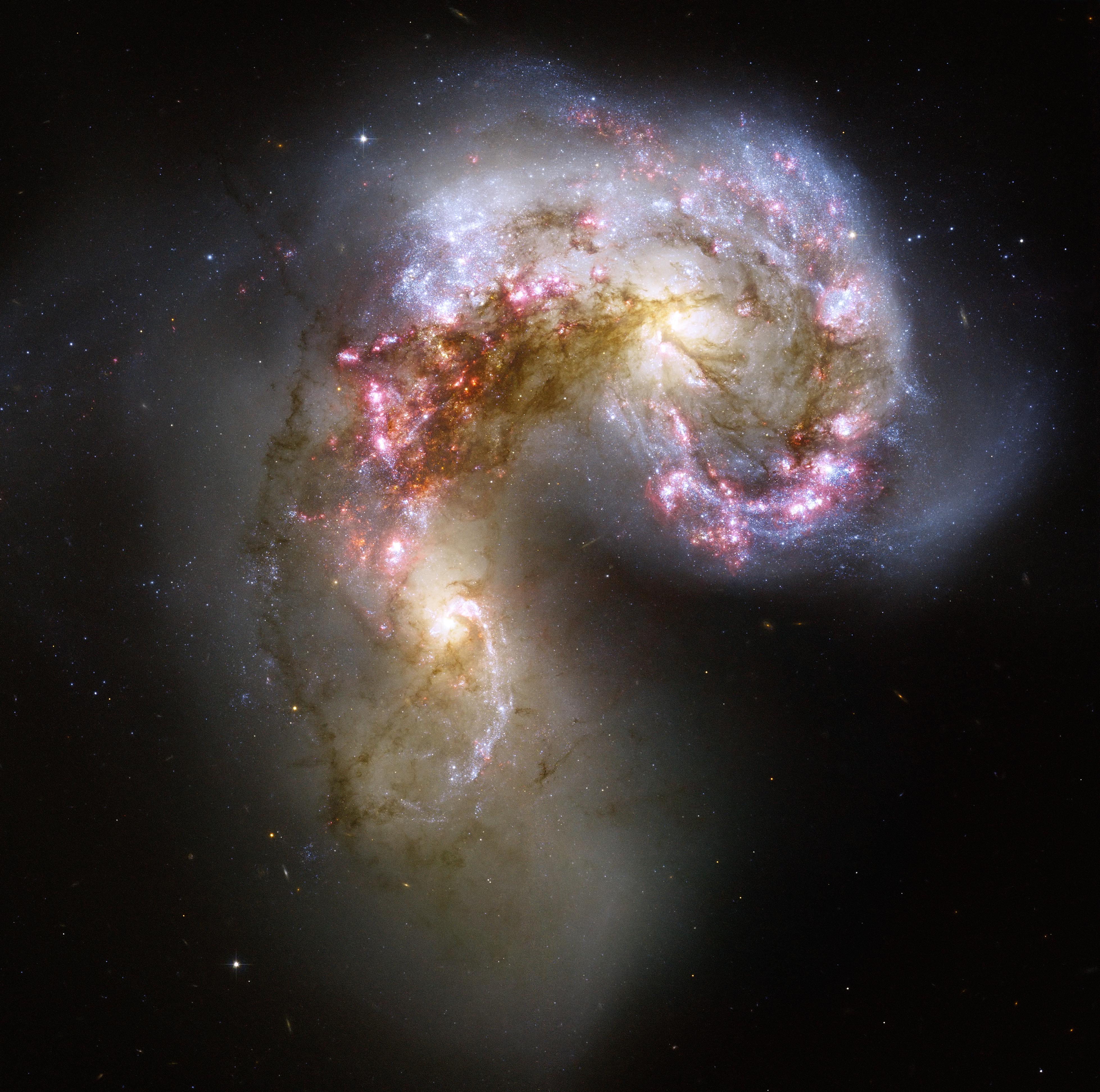
Die Antennen-Galaxien sind zwei stark wechselwirkende Galaxien. Sternentstehungsgebiete sind violett eingefärbt.

Auch wenn es bei Spiralgalaxien so aussieht, als würde die Galaxie nur innerhalb der Spiralarme existieren, so befinden sich auch in weniger leuchtstarken Teilen der Galaxien-Scheibe verhältnismäßig viele Sterne.
Eine Galaxie rotiert nicht starr wie ein Rad; vielmehr laufen die einzelnen Sterne aus den Spiralarmen heraus und hinein. Die Spiralarme sind sichtbarer Ausdruck stehender Dichtewellen (etwa wie Schallwellen in Luft), die in der galaktischen Scheibe umherlaufen. Diese Theorie wurde zuerst von Chia-Chiao Lin und Frank Shu in den 1960er Jahren aufgestellt. Danach ist in den Spiralarmen und im zentralen Balken die Materiedichte erhöht, so dass dort verhältnismäßig viele helle, blaue, also kurzlebige Sterne aus dem interstellaren Medium neu entstehen. Dadurch erscheinen diese Bereiche heller als ihre Umgebung. Diese Dichtewellen entstehen durch das Zusammenspiel aller Sternumlaufbahnen, denn die Sterne bewegen sich nicht wie etwa die Planeten im Sonnensystem gleichmäßig um ein festes Zentrum (ein Schwarzes Loch im Galaxienzentrum), weil dafür die Gesamtmasse der Galaxie nicht konzentriert genug ist. Daher kehrt ein Stern nach einer Umrundung des Galaxienzentrums nicht wieder an seinen Ausgangspunkt zurück, die Bahnen sind also keine Ellipsen, sondern besitzen die Form von Rosetten. Dichtewellen entstehen, wenn sich viele Sterne gleich schnell bewegen. So sind in einer Balkenspiralgalaxie alle Bahnen gleich gegeneinander ausgerichtet, in einer reinen Spiralgalaxie dagegen noch gegeneinander verschoben. Die Synchronisierung der Bahnen erfolgt durch gravitative Rückkopplung. Mittels Computersimulationen, die auch interstellares Gas berücksichtigen, kann sogar die Ausbildung von Spiralarmen modelliert werden. Dabei zeigt sich, dass diese keineswegs statisch sind, sondern entstehen und vergehen. Danach durchläuft jede Galaxie einen Kreislauf (Dauer ca. zehn Milliarden Jahre) der ständigen Umwandlung von der Balken- in die Spiralform und zurück. Ferner stören die Spiralarme die Bahnkurven der Sterne, was zu den sogenannten Lindblad-Resonanzen führt.

## Wechselwirkende Galaxien

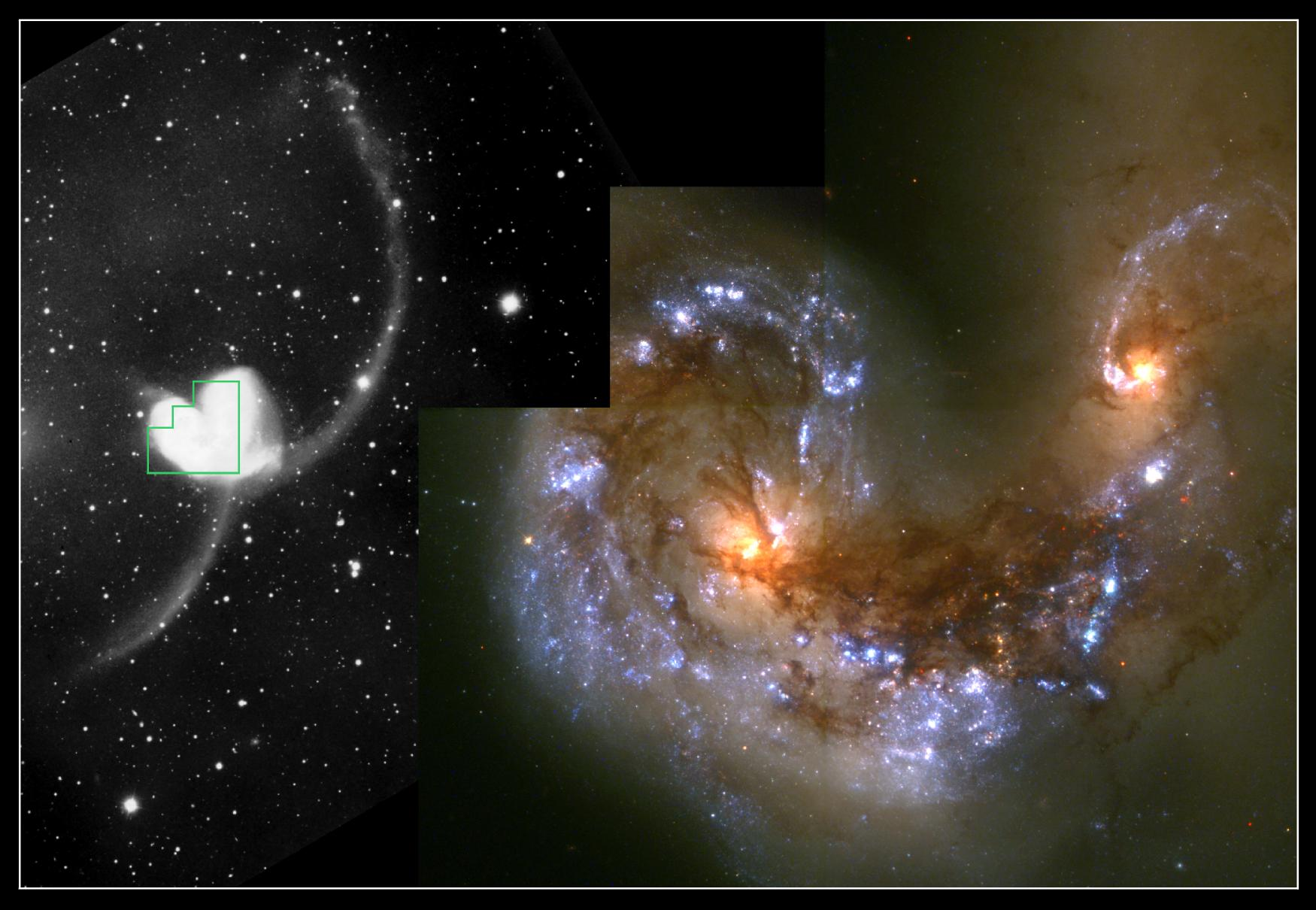
Antennen-Galaxie

Wenn Galaxien aufeinandertreffen, können Gaswolken innerhalb der Galaxie instabil werden und kollabieren. Dabei entstehen neue Sterne. Die Sterne der wechselwirkenden Galaxien selbst verschmelzen bei diesem Prozess sehr selten miteinander. Die verschmolzenen Galaxien strahlen im blauen Licht der neu entstandenen Sterne. Eine solche Wechselwirkung kann hunderte von Millionen Jahren dauern. Dabei können sich die Formen der Galaxien stark verändern. Wechselwirkungen zwischen zwei Galaxien sind ziemlich häufig. Die Sterne können durch die Schwerkraftwirkung der Galaxien stark abgelenkt werden. Beispiele für solche kollidierenden Galaxien, die schon z. T. verschmolzen sind, sind die Systeme M51 – NGC 5195 und die „Antennen“-Galaxien NGC 4038 – NGC 4039 (siehe Abbildung) im Sternbild Adler.